# Roberts Ozols
Roberts Ozols (Kuldīga, 10 settembre 1995) è un calciatore lettone, portiere dell'Auda Ķekava e della nazionale lettone.

## Carriera

### Club
Cresciuto nelle giovanili del Metalurgs Liepāja, con la formazione riserve del club ha esordito nella 1. Līga 2013, seconda serie lettone. Passato nel corso della stessa stagione 2013 allo Spartaks Jūrmala, il 4 agosto ha esordito nella Virslīga 2013 proprio conto il Metalurgs.
Pochi mesi più tardi, nel marzo del 2014 si è trasferito al Daugava Rīga. Nel 2015, ha seguito delle difficoltà economiche della Daugava, ha giocato in seconda serie con la Caramba/Dinamo, con la quale vinse il campionato. Nel 2016 il club cambiò nome in Riga FC: grazie al terzo posto nel campionato 2017 Ozols esordì in Europa League il 12 luglio 2018 contgro i bulgari del CSKA Sofia. Nella stessa stagione ha vinto campionato e Coppa di Lettonia.
La stagione 2019 ha visto il suo esordio in Champions League avvenuto il 10 luglio contro gli irlandesi del Dundalk e si è chiusa con una nuova vittoria del campionato lettone.

### Nazionale
Il 7 ottobre 2020 ha fatto il suo esordio in nazionale giocando titolare l'amichevole contro la Montenegro. Un mese più tardi, il 14 novembre 2020, ha fatto il suo esordio anche in una gara ufficiale, il pareggio 1-1 contro l'Fær Øer valido per la Serie D della UEFA Nations League 2020-2021.

## Statistiche

### Cronologia presenze e reti in nazionale
| Cronologia completa delle presenze e delle reti in nazionale ― Lettonia | Cronologia completa delle presenze e delle reti in nazionale ― Lettonia | Cronologia completa delle presenze e delle reti in nazionale ― Lettonia | Cronologia completa delle presenze e delle reti in nazionale ― Lettonia | Cronologia completa delle presenze e delle reti in nazionale ― Lettonia | Cronologia completa delle presenze e delle reti in nazionale ― Lettonia | Cronologia completa delle presenze e delle reti in nazionale ― Lettonia | Cronologia completa delle presenze e delle reti in nazionale ― Lettonia |
| Data                                                                    | Città                                                                   | In casa                                                                 | Risultato                                                               | Ospiti                                                                  | Competizione                                                            | Reti                                                                    | Note                                                                    |
| ----------------------------------------------------------------------- | ----------------------------------------------------------------------- | ----------------------------------------------------------------------- | ----------------------------------------------------------------------- | ----------------------------------------------------------------------- | ----------------------------------------------------------------------- | ----------------------------------------------------------------------- | ----------------------------------------------------------------------- |
| 7-10-2020                                                               | Podgorica                                                               | Montenegro                                                              | 1 – 1                                                                   | Lettonia                                                                | Amichevole                                                              | -1                                                                      |                                                                         |
| 11-11-2020                                                              | Serravalle                                                              | San Marino                                                              | 0 – 3                                                                   | Lettonia                                                                | Amichevole                                                              | -                                                                       |                                                                         |
| 14-11-2020                                                              | Riga                                                                    | Lettonia                                                                | 1 – 1                                                                   | Fær Øer                                                                 | UEFA Nations League 2020-2021 - 1º turno                                | -1                                                                      |                                                                         |
| 17-11-2020                                                              | Andorra la Vella                                                        | Andorra                                                                 | 0 – 5                                                                   | Lettonia                                                                | UEFA Nations League 2020-2021 - 1º turno                                | -                                                                       |                                                                         |
| 27-3-2021                                                               | Amsterdam                                                               | Paesi Bassi                                                             | 2 – 0                                                                   | Lettonia                                                                | Qual. Mondiali 2022                                                     | -2                                                                      |                                                                         |
| 4-6-2021                                                                | Riga                                                                    | Lettonia                                                                | 3 – 1                                                                   | Lituania                                                                | Coppa del Baltico 2021                                                  | -1                                                                      |                                                                         |
| 7-6-2021                                                                | Düsseldorf                                                              | Germania                                                                | 7 – 1                                                                   | Lettonia                                                                | Amichevole                                                              | -7                                                                      |                                                                         |
| 10-6-2021                                                               | Tallinn                                                                 | Estonia                                                                 | 2 – 1                                                                   | Lettonia                                                                | Coppa del Baltico 2021                                                  | -2                                                                      |                                                                         |
| 4-9-2021                                                                | Riga                                                                    | Lettonia                                                                | 0 – 2                                                                   | Norvegia                                                                | Qual. Mondiali 2022                                                     | -1                                                                      | 43’                                                                     |
| 7-9-2021                                                                | Podgorica                                                               | Montenegro                                                              | 0 – 0                                                                   | Lettonia                                                                | Qual. Mondiali 2022                                                     | -                                                                       |                                                                         |
| 8-10-2021                                                               | Riga                                                                    | Lettonia                                                                | 0 – 1                                                                   | Paesi Bassi                                                             | Qual. Mondiali 2022                                                     | -1                                                                      |                                                                         |
| 11-10-2021                                                              | Riga                                                                    | Lettonia                                                                | 1 – 2                                                                   | Turchia                                                                 | Qual. Mondiali 2022                                                     | -2                                                                      |                                                                         |
| 13-11-2021                                                              | Oslo                                                                    | Norvegia                                                                | 0 – 0                                                                   | Lettonia                                                                | Qual. Mondiali 2022                                                     | -                                                                       |                                                                         |
| 16-11-2021                                                              | Gibilterra                                                              | Gibilterra                                                              | 1 – 3                                                                   | Lettonia                                                                | Qual. Mondiali 2022                                                     | -1                                                                      |                                                                         |
| 25-3-2022                                                               | Ta' Qali                                                                | Lettonia                                                                | 1 – 1                                                                   | Kuwait                                                                  | Amichevole                                                              | -1                                                                      |                                                                         |
| 11-9-2023                                                               | Riga                                                                    | Lettonia                                                                | 0 – 2                                                                   | Galles                                                                  | Qual. Euro 2024                                                         | -2                                                                      |                                                                         |
| 12-10-2023                                                              | Riga                                                                    | Lettonia                                                                | 2 – 0                                                                   | Armenia                                                                 | Qual. Euro 2024                                                         | -                                                                       |                                                                         |
| 15-10-2023                                                              | Konya                                                                   | Turchia                                                                 | 4 – 0                                                                   | Lettonia                                                                | Qual. Euro 2024                                                         | -4                                                                      | 51’                                                                     |
| 18-11-2023                                                              | Riga                                                                    | Lettonia                                                                | 0 – 2                                                                   | Croazia                                                                 | Qual. Euro 2024                                                         | -2                                                                      |                                                                         |
| Totale                                                                  |                                                                         | Presenze                                                                | 19                                                                      |                                                                         | Reti                                                                    | -27                                                                     |                                                                         |

## Palmarès

### Club

#### Competizioni nazionali
- 1. Līga: 1

Caramba/Dinamo: 2015
- Coppa di Lettonia: 1

Riga FC: 2018
- Campionato lettone: 2

Riga FC: 2018, 2019